# Nikos Michelīs
Nikolaos Michelīs, detto Nikos (in greco Νικόλαος "Νίκος" Μιχελής?; Atene, 23 marzo 2001), è un calciatore greco, difensore dell'Académico de Viseu.

## Caratteristiche tecniche
È un terzino destro.

## Carriera

### Club
Cresciuto nel settore giovanile dell'Asteras Tripolīs, nel 2019 viene acquistato dal Milan che lo aggrega alla propria formazione Primavera.
Nel 2021 viene prestato al Willem II con cui debutta fra i professionisti il 15 agosto in occasione dell'incontro di Eredivisie perso 4-0 contro il Feyenoord.

### Nazionale
Ha giocato nelle nazionali giovanili greche Under-18, Under-19 ed Under-21.

## Statistiche

### Presenze e reti nei club
Statistiche aggiornate al 16 luglio 2023.
| Stagione        | Squadra         | Campionato      | Campionato | Campionato | Coppe nazionali | Coppe nazionali | Coppe nazionali | Coppe continentali | Coppe continentali | Coppe continentali | Altre coppe | Altre coppe | Altre coppe | Totale | Totale | Totale |
| Stagione        | Squadra         | Comp            | Pres       | Reti       | Comp            | Pres            | Reti            | Comp               | Pres               | Reti               | Comp        | Pres        | Reti        | Pres   | Reti   |        |
| --------------- | --------------- | --------------- | ---------- | ---------- | --------------- | --------------- | --------------- | ------------------ | ------------------ | ------------------ | ----------- | ----------- | ----------- | ------ | ------ | ------ |
| 2021-2022       | Willem II       | ED              | 13         | 0          | CO              | 0               | 0               | -                  | -                  | -                  | -           | -           | -           | 13     | 0      |        |
| 2022-2023       | Mirandés        | SD              | 16         | 0          | CR              | 1               | 0               | -                  | -                  | -                  | -           | -           | -           | 17     | 0      |        |
| Totale carriera | Totale carriera | Totale carriera | 29         | 0          |                 | 1               | 0               |                    | -                  | -                  |             | -           | -           | 30     | 0      |        |